# Броварківська сільська рада (Глобинський район)
Броварківська сільська рада — колишній орган місцевого самоврядування у Глобинському районі Полтавської області з центром у селі Броварки. Населення території, підпорядкованої сільській раді на 1 січня 2011 року становить — 2157 осіб у 5 підпорядкованих населених пунктах: с. Броварки, с. Вишеньки, с. Кирияківка, с. Пелехівщина, с. Петрашівка.

## Транспорт
Територію ради пересікає траса національного значення Н08 Бориспіль—Кременчук—Дніпро—Запоріжжя.

## Населення
Населення сільської ради на 1 січня 2011 року становить — 2157 осіб у 5 населених пунктах:
| № | Назва села  | 2001 осіб | 2011 осіб |
| - | ----------- | --------- | --------- |
| 1 | Броварки    | 1666      | 1449      |
| 2 | Вишеньки    | 14        | 3         |
| 3 | Кирияківка  | 470       | 367       |
| 4 | Пелехівщина | 79        | 57        |
| 5 | Петрашівка  | 365       | 291       |
|   | всього      | 2594      | 2157      |

## Влада
- Броварківський сільський голова — Пиркало Олексій Вікторович[1]
- Секретар сільської ради — Рубіна Тетяна Михайлівна,[1]
- 20 депутатів сільської ради[1]:
  1. Кізіма Ольга Володимирівна
  2. Борщ Тетяна Леонідівна
  3. Курочка Жанна Іванівна
  4. Батура Іван Михайлович
  5. Савенкова Ольга Петрівна
  6. Овчаренко Алла Іванівна
  7. Рубіна Тетяна Михайлівна
  8. Біла Вікторія Володимирівна
  9. Коваленко Світлана Миколаївна
  10. Дубинка Віктор Григорович
  11. Денисенко Ніна Василівна
  12. Павлиш Микола Петрович
  13. Німак Андрій Борисович
  14. Глушко Володимир Олександрович
  15. Скапа Микола Петрович
  16. Карайбіда Олександр Леонідович
  17. Паращенко Юрій Павлович
  18. Паращенко Марина Іванівна
  19. Таранець Олег Валентинович
  20. Коваль Анатолій Кузьмич

## Економіка
Виробнича спеціалізація підприємств, розташованих на території Броварківської сільської ради: вирощування зернових, зернобобових та технічних культур.
Провідні підприємства:
| №  | Назва підприємства | П. І.Б. керівника, телефон     | Вид діяльності  | Загальна площа земель, га | Кількість працюючих, чол. |
| -- | ------------------ | ------------------------------ | --------------- | ------------------------- | ------------------------- |
| 1  | ПСП «Броварки»     | Чемара Валерій Валентинович    | С/г виробництво | 3003,73                   | 104                       |
| 2  | ТОВ «РостАгро»     | Бернацький Максим Михайлович   | С/г виробництво | 933,37                    | 12                        |
| 3  | ПП «ЗОВ»           | Замикула Олексій Володимирович | С/г виробництво | 232,28                    | 1                         |
| 4  | СФГ «Діана»        | Пиркало Ростислав Михайлович   | С/г виробництво | 26,76                     | 1                         |
| 5  | СФГ «Джерело»      | Прокопенко Любов Дмитрівна     | С/г виробництво | 47,77                     | 1                         |
| 6  | СФГ «Вікторія»     | Покотило Сергій Володимирович  | С/г виробництво | 50,00                     | 1                         |
| 7  | СФГ «Зоря»         | Безуглий Валерій Володимирович | С/г виробництво | 25,1                      | 1                         |
| 8  | СФГ «Калина»       | Ястреба Микола Андрійович      | С/г виробництво | 12,00                     | 1                         |
| 9  | СФГ «Надія»        | Шахно Михайло Олександрович    | С/г виробництво | 8,00                      | 1                         |
| 10 | СФГ «Ніколаєв»     | Ніколаєв Олександр Федорович   | С/г виробництво | 359,5                     | 5                         |

Базові с. г. підприємства: ПСП «Броварки» ТОВ «РостАгро». Найбільші орендарі землі: ПСП «Броварки», ТОВ «Рост-Агро».

## Освіта
На території сільської ради розміщено 3 заклади освіти:
- Броварківська загальноосвітня школа І-ІІІ ступенів, директор — Хомець Надія Петрівна
- Кирияківська загальноосвітня школа І ступеня, директор — Грінченко Людмила Василівна
- Броварківський дошкільний навчальний заклад «Веселка», завідувачка — Приступ Лариса Дмитрівна

## Культура
Діють дві бібліотеки, сільський клуб та будинок культури:
- Броварківський будинок культури, директор — Ануфрієва Лариса Миколаївна
- Петрашівський сільський клуб, завідувач — Корнаш Олександр Михайлович
- Броварківська сільська бібліотека, завідувачка — Курочка Світлана Дмитрівна
- Кирияківська сільська бібліотека — бібліотекар Гудим Надія Федорівна

## Медицина
Є два заклади медичного обслуговування:
- Броварківська амбулаторія загальної практики сімейної медицини-головний лікар Біла Вікторія Володимирівна
- Кирияківський ФАП — завідувач Романов Сергій Олександрович